# 楼阳生
楼阳生（1959年10月23日—），男，汉族，浙江浦江人，中国共产党党员，中华人民共和国政治人物，毕业于浙江师范学院数学系，拥有浙江大学工商管理学院硕士学位。曾任山西省人民政府省长、中共山西省委书记、中共河南省委书记、河南省人大常委会主任，中共第十九届、第二十届中央委员。现任第十四届全国人民代表大会教育科学文化卫生委员会副主任委员。
樓陽生在浙江任职期间是时任省委书记、现任中共中央总书记习近平的下属，被廣泛認為是之江新軍成員之一。

## 经历

### 早年
1976年8月参加工作，任金华市浦江县七里公社的插队知青。1978年3月，进入浙江师范学院数学系数学专业学习。1981年11月加入中国共产党。1982年1月毕业后，被分配到衢州市龙游县龙游中学任教。

### 浙江
1984年2月，任共青团龙游县委书记（其间：1984年12月－1986年1月兼任中共龙游县塔石区委副书记）。1986年1月，任中共塔石区委书记。1986年11月，任中共龙游县委组织部副部长。1987年2月，任中共龙游县委常委、宣传部部长。1989年10月，任共青团衢州市委副书记。1989年11月，任共青团衢州市委书记。
1991年11月，任共青团浙江省委副书记（其间：1993年9月－1994年7月在中共中央党校一年制中青年干部培训班学习）。1996年1月，任共青团浙江省委书记（其间：1994年9月－1997年6月在浙江大学工商管理学院工商管理专业在职学习，获工商管理硕士学位；1998年11月－1999年6月浙江省赴美国休斯顿大学经济管理研究班学习）。
1999年11月，任中共金华市委副书记（正厅级）、市政法委书记、市委党校校长。2002年3月，任中共金华市委副书记、市长。2003年2月，任中共丽水市委书记。（时任中共浙江省委书记是习近平。）
2008年1月，升任浙江省政协副主席、中共浙江省委统战部部长。2008年2月，出任浙江省政协党组副书记，并兼任浙江省政协副主席、中共浙江省委统战部部长。

### 海南，湖北
2009年1月，调任中共海南省委常委、组织部部长。2010年2月，兼任中共海南省委教育工委书记。
2012年3月，调任中共湖北省委常委、组织部部长。

### 山西
2014年6月19日，调任中共山西省委副书记。2016年8月30日，出任山西省人民政府副省长、代省长。2016年11月28日，正式当选山西省人民政府省长。
2018年2月，当选第十三届全国人大代表。
2019年11月30日，升任中共山西省委书记。2020年1月起，兼任山西省人大常委会主任。

### 河南
2021年6月1日，调任中共河南省委书记。2021年6月起，兼任河南省人大常委会主任。
2021年6月，河南省委部署全省推行“万人助万企”活动，目标为企业和经济发展提速增效，效果未见。
2021年7月，河南省委对南阳、平顶山、安阳、新乡、焦作、濮阳、许昌等10个地级市书记、10个地级市市长，以及7个正厅级干部同时做了一次大规模的人事调整。同时在河南省推行重大项目建设暨“三个一批”（签约一批、开工一批、投产一批）投资活动，抓项目、促投资、增动能，力争主要经济指标增长达到或超过全国平均水平，而实际2021年GDP增幅只有6.3%，落后全国水平1.8%，2022年第一季度河南GDP同比增幅4.7%，依然落后全国水平0.1%。
2022年4月起爆发2022年河南多家村镇银行取款难事件，波及四十万人，引发大量抗议。然而他并没有妥善处理此事，违规为储户赋红码，并执行三零政策：零上访零事故零案件，引发大量争议。
2024年12月31日，因年龄到限卸任中共河南省委书记一职，由原中共广西壮族自治区党委书记刘宁接任。次年1月11日，辞去河南省第十四届人民代表大会常务委员会主任职务。

### 全国人大
2025年2月25日，十四届全国人大常委会第十四次会议决定任命楼阳生为全国人大教育科学文化卫生委员会副主任委员。